# Faces of Love
Faces of Love es el segundo EP de la cantante surcoreana Suzy. Fue lanzado el 29 de enero de 2017 JYP Entertainment y distribuido por Genie Music con «Holiday» como la canción principal del álbum. La canción «I'm in Love with Someone Else» fue lanzada previamente el 22 de enero.

## Antecedentes y lanzamiento
El 3 de enero de 2018, JYP Entertainment anunció que Suzy regresaría con nuevo material el 29 de enero del mismo año. La agencia de Suzy, comentó que ella había estado filmando el vídeo musical de «Holiday» en Long Beach y en el Monumento nacional de las Arenas Blancas de Nuevo México. Varios teasers fueron lanzados, siendo seguidos por el lanzamiento del pre-sencillo titulado «I'm in Love with Someone Else» el 22 de enero, el cual logró posicionarse en el tercer lugar de Gaon Digital Chart. El vídeo musical de la canción «Holiday», y el miniálbum, que consta de siete canciones originales, fueron lanzados el 29 de enero. Dos días después del lanzamiento, Suzy lanzó un vídeo con la coreografía de «Holiday».

## Listas de canciones
| Faces on Love |                                 |                             |                                         |                                          |          |  |
| N.º           | Título                          | Letras                      | Música                                  | Arreglo                                  | Duración |  |
| 1.            | «I'm in Love with Someone Else» | Armadillo                   | Armadillo                               | Kwon Young-chan                          | 3:50     |  |
| 2.            | «Holiday» (feat DPR LIVE)       | Jinri (Full8loom), DPR LIVE | Gloryface (Full8loom)                   | Gloryface (Full8loom), Jinri (Full8loom) | 3:12     |  |
| 3.            | «Sober»                         | Suzy                        | EJAE, Aaron Kim, Isaac Han, Andrew Choi | Aaron Kim, Isaac Han, EJAE               | 3:08     |  |
| 4.            | «Bxatxh»                        | Suzy                        | Suzy, Shim Eun-ji                       | Shim Eun-ji                              | 3:22     |  |
| 5.            | «Midnight»                      | 밤하늘                      | 밤하늘                                  | 밤하늘                                   | 3:23     |  |
| 6.            | «Confession (Prod. Jung Key)»   | Jungkey                     | Jungkey                                 | Jungkey, Humbert                         | 4:15     |  |
| 7.            | «Sleeplessness»                 | Suzy                        | Locomotive                              | Locomotive, Jeon Ji-han                  | 3:25     |  |
| 24:24         |                                 |                             |                                         |                                          |          |  |

## Posiciones en listas
| Lista (2017)                     | Mejor posición |
| -------------------------------- | -------------- |
| Corea del Sur (Gaon Album Chart) | 6              |

## Ventas
| Región               | Ventas  |
| -------------------- | ------- |
| Corea del Sur (Gaon) | 10 269+ |

## Historial de lanzamiento
| Región        | Fecha               | Formato              | Distribuidora                  |
| ------------- | ------------------- | -------------------- | ------------------------------ |
| Corea del Sur | 29 de enero de 2018 | CD, descarga digital | JYP Entertainment, Genie Music |
| Mundialmente  | 29 de enero de 2018 | Descarga digital     | JYP Entertainment              |